# Kanton Issy-l'Évêque
Kanton Issy-l'Évêque (francouzsky Canton d'Issy-l'Évêque) je francouzský kanton v departementu Saône-et-Loire v regionu Burgundsko. Tvoří ho sedm obcí.

## Obce kantonu
- Cressy-sur-Somme
- Cuzy
- Grury
- Issy-l'Évêque
- Marly-sous-Issy
- Montmort
- Sainte-Radegonde